# لوئیس واسکز (بازیکن فوتبال، زاده ۲۰۰۱)
لوئیس واسکز (انگلیسی: Luis Vázquez؛ زادهٔ ۲۴ آوریل ۲۰۰۱) بازیکن فوتبال اهل آرژانتین است.